# Eiskunstlauf-Weltmeisterschaften 1938
Die 36. Eiskunstlauf-Weltmeisterschaften fanden für die Herren- und Paarkonkurrenz am 18. und 19. Februar 1938 in Berlin (Deutschland) und für die Damenkonkurrenz am 4. und 5. Februar 1938 in Stockholm (Schweden) statt.

## Ergebnisse

### Herren
| Platz | Sportler             | Land                   |
| ----- | -------------------- | ---------------------- |
| 1     | Felix Kaspar         | Österreich             |
| 2     | Graham Sharp         | Vereinigtes Königreich |
| 3     | Herbert Alward       | Österreich             |
| 4     | Horst Faber          | Deutsches Reich        |
| 5     | Freddie Tomlins      | Vereinigtes Königreich |
| 6     | Elemér Terták        | Ungarn                 |
| 7     | Edi Rada             | Österreich             |
| 8     | Günther Lorenz       | Deutsches Reich        |
| 9     | Robert Van Zeebroeck | Belgien                |
| 10    | Per Cock-Clausen     | Dänemark               |

Punktrichter waren:
- O. Gattwinkel  Deutsches Reich
- H. J. Clarke  Vereinigtes Königreich
- R. Kaler  Österreich
- J. Liedemann  Ungarn
- E. Delpy  Belgien
- P. Sörensen  Dänemark
- Walter Jakobsson  Finnland

### Damen
| Platz | Sportlerin              | Land                   |
| ----- | ----------------------- | ---------------------- |
| 1     | Megan Taylor            | Vereinigtes Königreich |
| 2     | Cecilia Colledge        | Vereinigtes Königreich |
| 3     | Hedy Stenuf             | Vereinigte Staaten     |
| 4     | Gladys Jagger           | Vereinigtes Königreich |
| 5     | Lydia Veicht            | Deutsches Reich        |
| 6     | Hanne Niernberger       | Österreich             |
| 7     | Daphne Walker           | Vereinigtes Königreich |
| 8     | Gerd Helland-Bjoernstad | Norwegen               |
| 9     | Gunnel Ericson          | Schweden               |
| 10    | Britta Råhlén           | Schweden               |
| 11    | Anne-Marie Saether      | Norwegen               |
|       | Emmy Putzinger (Z)      | Österreich             |

- Z = Zurückgezogen

Punktrichter waren:
- H. J. Clarke  Vereinigtes Königreich
- H. Deistler  Österreich
- Z. Johansen  Norwegen
- T. Motander  Schweden
- P. Weiss  Deutsches Reich

### Paare
| Platz | Sportler                                   | Land                   |
| ----- | ------------------------------------------ | ---------------------- |
| 1     | Maxi Herber / Ernst Baier                  | Deutsches Reich        |
| 2     | Ilse Pausin / Erik Pausin                  | Österreich             |
| 3     | Inge Koch / Günther Noack                  | Deutsches Reich        |
| 4     | Violet Cliff / Leslie Cliff                | Vereinigtes Königreich |
| 5     | Piroska Szekrényessy / Attila Szekrényessy | Ungarn                 |
| 6     | Pierette Dubois / Paul Dubois              | Schweiz                |
| 7     | Liesel Roth / Bruno Walter                 | Deutsches Reich        |
| 8     | Gisa Graetz / Otto Weiß                    | Deutsches Reich        |
| 9     | Hildegard Faulhaber / Karl Eigel           | Österreich             |
| 10    | Anna Cattaneo / Ercole Cattaneo            | Königreich Italien     |
| 11    | Liese Kianek / Adolf Rosdol                | Österreich             |
| 12    | Stephanie Kalusz / Erwin Kalusz            | Polen                  |
| 13    | A. Wächter und Fritz Lesk                  | Tschechoslowakei       |

Punktrichter waren:
- P. Weiss  Deutsches Reich
- H. J. Clarke  Vereinigtes Königreich
- Eduard Engelmann junior  Österreich
- E. Bonfiglio  Königreich Italien
- A. Winkler  Schweiz
- O. Zappe  Tschechoslowakei
- A. Theuer  Polen
- Ludowika Jakobsson  Finnland

## Medaillenspiegel
| Platz | Land                   | Gold | Silber | Bronze | Gesamt |
| ----- | ---------------------- | ---- | ------ | ------ | ------ |
| 1     | Vereinigtes Königreich | 1    | 2      | –      | 3      |
| 2     | Österreich             | 1    | 1      | 1      | 3      |
| 3     | Deutsches Reich        | 1    | –      | 1      | 2      |
| 4     | Vereinigte Staaten     | –    | –      | 1      | 1      |